# František Mařík (motorista)
František Mařík (přezdívaný táta Indianů, 9. srpna 1886 Popovice na Moravě – 7. května 1948 Praha) byl český podnikatel, propagátor motocyklového motorismu, obchodní zástupce americké značky motocyklů Indian, majitel prodejního obchodu Indian House, jednoho z největších motosalonů v Praze. Sám byl rovněž vlastníkem několika strojů. nadšeným jezdcem a jedním z hlavních propagátorů motocyklismu v Československu.

## Život

### Mládí
Narodil se v Popovicích u Rajhradu v železničářské rodině, původně pocházející ze Soběnova u Kaplice. Po absolvování střední průmyslovky začal pracovat v pražském strojařském závodě Kolben, kvůli dalšímu zaměstnání u Pražské železárenské společnosti provozující hutě na Kladně se se svou manželkou přestěhoval do Újezda u Kladna. Oženil se a založil rodinu.

### Motoristou

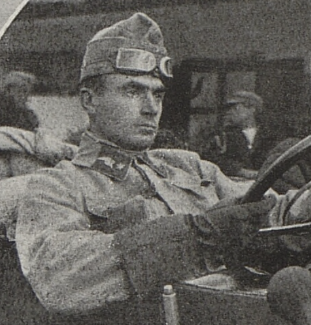
František Mařík v rakousko-uherské armádě (1914)

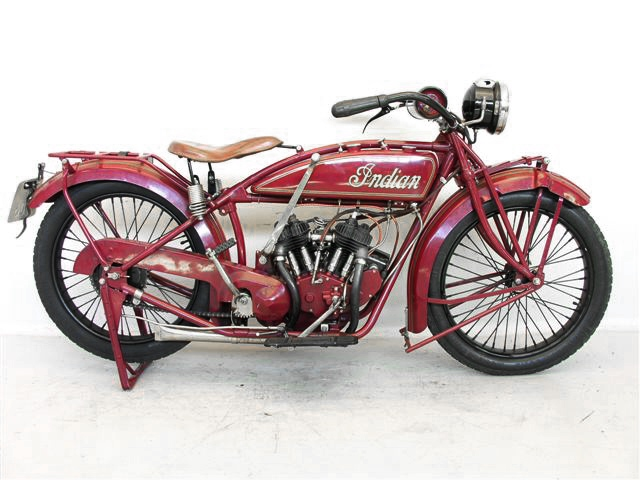
Indian Scout z roku 1920

Mařík byl nadšeným motoristou, odvětví prudce se rozvíjejícího od 90. let 19. století. Okolo roku 1910 zakoupil svůj první motocykl značky Rössler a Jauernig, z důvodu častých poruch pak roku 1912 pořídil stroj NSU. Pak roku 1913 si u pražské firmy Chlad a V. Paleček pořídil stroj značky Indian, S nímž na motoristických závodech v Jílovišti u Prahy zvítězil B. Kadrna. Později stroj pro firmu Chlad a Paleček ochotně dovážel na předváděcí jízdy.
Po začátku první světové války byl Mařík odveden do Císařské armády.a sloužil u jednotky obrněných vozidel na východní frontě, později pak jako vedoucí opraven armádních vozů v Praze.

### Podnikání
Po vzniku Československa se rozhodl stát se prodejcem motocyklů a roku 1919 se stal obchodním zástupcem značky Indian v ČSR, později rozšířeného také o střední a jihovýchodní Evropu. Po původních prodejnách na pražské Letné a na Novém Městě přesídlil roku 1926 do velkého objektu v Nádražní ulici č. 46 (později 76) na Smíchově, kde vybudoval tzv. Indian House, prodejní salón se servisní opravnou. Firma měla v době největšího rozmachu 48 smluvních prodejců strojů Indian, dostání zde byly také zahraniční modely motocyklů (Neracar, Cleveland, DKW, Humber či domácí JAWA), posléze též motorových člunů a osobních vozů (Bugatti, Stutz, Amilcar, Berliet, ...). Celkem firma za svou existenci prodala, především v ČSR, přes 5000 motocyklů, z nichž čtyři tisíce nesly značku Indian.

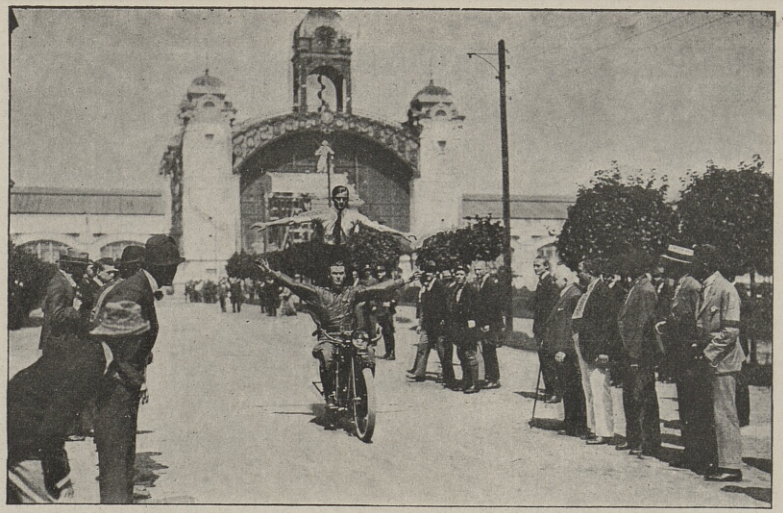
Exhibiční jízda Františka Maříka na Indianu, Výstaviště, 1920

Mařík byl rovněž propagátorem motorsportu a organizátorem celé řady předváděcích akcí, kterých se osobně jako jezdec účastnil. Roku 1922 začal vydávat magazín Motocykl, první periodikum v Československu zaměřené na motocyklový sport. Zapůjčil rovněž čtyři motocykly Indian pražskému četnickému sboru, který po jejich osvědčení se ve službě zakoupil v jedenácti kusech, což vedlo k vytvoření první policejní motocyklové jednotky v ČSR.
Vinou Velké hospodářské krize v letech 1929 až 1933 se Maříkova firma dostala do finančních problémů a v roce 1933 se ocitla v úpadku, což Maříkovi přivodilo psychické problémy. Ještě téhož roku byla jeho synem Milošem založena nová firma M. a F. Mařík, která se zabývala stejnou prodejní činností až do roku 1948.
Po převzetí moci ve státě komunistickou stranou v Československu v únoru 1948 byla rodinná firma znárodněna a Maříkovi přišli o většinu svého podnikatelského i soukromého majetku.

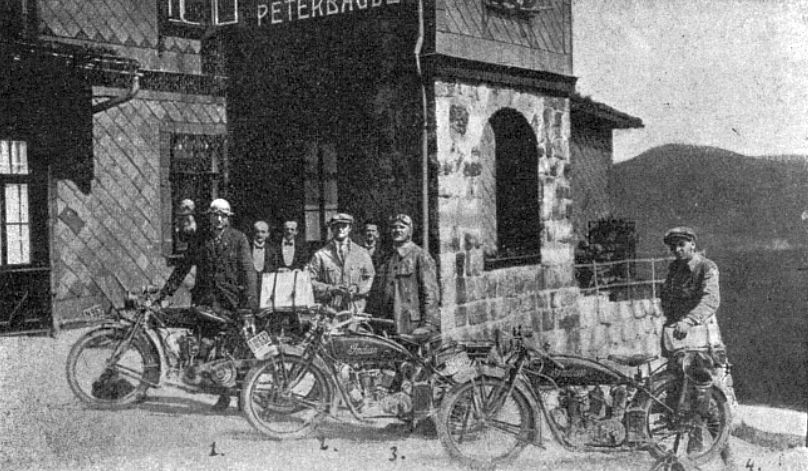
Výlet motocyklem na Sněžku 1921 (zleva Mařík, Desenský, Schreier, Jiřínský)

### Úmrtí
František Mařík zemřel 7. května 1948 na srdeční selhání, příčinou mohlo být též psychické vypětí z definitivní ztráty rodinného podniku.